# Gospodarka Wałbrzycha
Historia wałbrzyskiej gospodarki i jej rozwoju jest długa i burzliwa. Mieszkańcy pierwszego grodu wałbrzyskiego trudnili się bartnictwem i myślistwem. W późniejszym okresie do branż tych doszły rolnictwo oraz hodowla bydła.

## Górnictwo
Pierwszy pisany i zachowany dokument o powstaniu pierwszej wałbrzyskiej kopalni węgla kamiennego pochodzi z 1366 roku. Dokument ten podaje, iż książę świdnicko-jaworski Bolko II nadał kilku dworzanom w nagrodę za wybitne zasługi po wsze czasy prawo do sztolni dziedzicznej (sztolni odwadniającej) w Starym Zdroju. W dokumencie wymienieni są ci dworzanie: N. Sachenkirchen, J. Tilen, H. Probitshan i H. Tirman, którzy otrzymali od księcia działkę górniczą na niedawno odkrytym, zasobnym złożu i zawiązali gwarectwo. Jednak prawdziwą rewolucję przeżyło wałbrzyskie górnictwo w pierwszej połowie XIX wieku. Wtedy to pojawiło się możliwość wywozu urobku wałbrzyskich kopalń koleją. Kopalnie powstawały jak grzyby po deszczu. Każdy szyb traktowano jako odrębną kopalnię. W 1747 roku kopalń takich było 7, w 1790 już 38, w 1805 – 54. Tak szybki rozwój górnictwa wymagał powstania urzędów, które kontrolowały by działania tej branży. W 1778 roku powstał w Wałbrzychu inspektorat górniczy, a prawie sto lat później w 1861 roku – urząd górniczy. XX wiek to okres intensywnej eksploatacji złóż węgla. Rok 1990 to okres początku końca zagłębia wałbrzyskiego.

## Sukiennictwo
Drugą, równie ważną dziedziną gospodarki miasta Wałbrzycha, było sukiennictwo. W XVII i XVIII wieku wyroby dolnośląskich tkaczy, trafiały na rynki zbytu w Europie, Ameryce Południowej i Afryce. Eksport wyraźnie napędzał niski koszt wyrobu sukna, a więc i niska cena, a także miękka woda oraz olbrzymia ilość drewna niezbędna do bielenia tkanin. Tkacze wałbrzyscy należeli do cechów w Świdnicy, a od 1602 roku założyli oni własny cech – wałbrzyski, potwierdzony przez ówczesnego właściciela Wałbrzycha – Dipranda Czettritza. Połowa XVIII wieku to okres uprzemysłowienia wałbrzyskiego tkactwa. Wałbrzych w owym czasie posiadał rangę sudeckiego centrum handlu płótnem. Jako dowód rangi miasta w handlu tym towarem można przytoczyć fakt, iż miasto posiadało aż cztery sądy powstałe aby orzekać w sprawach tkaczy. Były to: sąd do spraw tkackich – powstały w 1775 r., Sąd blecherski (bielenie nici oraz włókna) – 1776, sąd kontrolny i sąd stemplowy – 1789 r. W Wałbrzychu powstała (prawdopodobnie pierwsza na kontynencie europejskim) mechaniczna przędzalnia lnu uruchomiona w 1818 roku przez kupca Albertiego.

## Koksownictwo
Pierwsze próby koksowania wałbrzyskiego węgla podjęto w 1776 roku. Niespełna osiem lat później koksownie były już wybudowane na Sobięcinie, oraz niedaleko szybu Witold. Koksownie powstawały dosyć szybko przy kopalniach i szybach rozrzuconych na terenie Wałbrzycha. Obecnie pracuje jedynie koksownia „Victoria” należąca do Zakładów Koksowniczych Wałbrzych.

## Przemysł szklarski i ceramiczny
Początkiem produkcji porcelany w Wałbrzychu była fabryka wyrobów kamionkowych Rauscha którą założono w 1820 roku. Kolejnym wielkim zakładem była fabryka porcelany Hayna wybudowana i uruchomiona w 1829 roku. Obie te fabryki dały początek Zakładom Porcelany Stołowej Krzysztof. Od 1845 roku w Starym Zdroju czynna była fabryka porcelany Tielscha, która po przemianowaniu, unowocześnieniu i rozbudowie działa do dziś pod nazwą Fabryka Porcelany Wałbrzych.
W mieście w 1868 roku powstała fabryka pod nazwą Manufaktura Szkła Lustrzanego Stenzel i Brier. Zakład ten dał początek kolejnemu wielkiemu zakładowi Wałbrzycha – dziś już nieistniejącemu – Hucie Szkła Wałbrzych.

## Pozostałe
W mieście ponadto istniały – od 1822 roku Fabryka Lin i Siatek – obecnie Dolnośląska Fabryka Lin i Drutu Linmet, od 1820 roku istnieje Huta Karol działająca do dziś jako Wamag.

## Wałbrzych jako uzdrowisko
Już od początku XIV wieku wiedziano o zdrowotnych źródłach wód mineralnych w Starym Zdroju. Ich dobroczynne działanie zaobserwowano już wcześniej, i korzystano z ich zdrowotnych cech, jednak ujęto je dopiero w 1689 roku. Przez wiele następnych lat Wałbrzych uważany był za uzdrowisko. Przyczyną upadku uzdrowiska w Wałbrzychu stało się górnictwo. Duma miasta, przez wiele lat kształtująca wizerunek przemysłowy Wałbrzycha, doprowadziła do powstawania szkód górniczych, a tym samym do upadku samego uzdrowiska, co nastąpiło w 1873 roku.